# Національне свято Австрійської Республіки
Націона́льне свя́то Австрі́йської Респу́бліки — святкується 26 жовтня щорічно з 1965 року. В цей день у 1955 австрійський парламент прийняв Федеральний конституційний закон про постійний нейтралітет.